# 1222 Tina
1222 Tina este un asteroid din centura principală, descoperit pe 11 iunie 1932 de Eugène Delporte.